# Goalball-Bundesliga 2013
Die Goalball-Bundesliga 2013 war die erste Austragung der höchsten deutschen Spielklasse im Goalball. In ihr wurde zwischen dem 2. März und dem 15. Juni 2013 der 23. deutsche Goalballmeister ermittelt. Nach Saisonende stand die SSG Blindenstudienanstalt Marburg an der Tabellenspitze und wurde somit zum neunten Mal deutscher Meister. Torschützenkönig wurde Michael Feistle von der SSG Blindenstudienanstalt Marburg mit 30 Toren.

## Teilnehmende Mannschaften
| Stadt               | Mannschaft                            |
| Chemnitz            | BFV Ascota Chemnitz                   |
| Dortmund            | ISC Viktoria Kirchderne               |
| Hamburg             | FC St. Pauli                          |
| Königs Wusterhausen | SSV Blindenschule Königs Wusterhausen |
| Marburg             | SSG Blindenstudienanstalt Marburg     |
| Neukloster          | VfL Blau-Weiß Neukloster              |

## Spielübersicht
| Datum                 |                                       | Ergebnis | !Austragungsort                                               |
| --------------------- | ------------------------------------- | -------- | ------------------------------------------------------------- |
| 02.03.2013, 11:00 Uhr | ISC Viktoria Kirchderne               | 03:11    | BFV Ascota Chemnitz \|\|Marburg                               |
| 02.03.2013, 12:00 Uhr | SSG Blindenstudienanstalt Marburg     | 15:50    | SSV Blindenschule Königs Wusterhausen \|\|Marburg             |
| 02.03.2013, 13:30 Uhr | BFV Ascota Chemnitz                   | 06:13    | SSV Blindenschule Königs Wusterhausen \|\|Marburg             |
| 02.03.2013, 14:30 Uhr | SSG Blindenstudienanstalt Marburg     | 9:3      | ISC Viktoria Kirchderne \|\|Marburg                           |
| 02.03.2013, 15:30 Uhr | BFV Ascota Chemnitz                   | 05:15    | SSG Blindenstudienanstalt Marburg \|\|Marburg                 |
| 13.04.2013, 11:00 Uhr | ISC Viktoria Kirchderne               | 1:9      | SSV Blindenschule Königs Wusterhausen \|\|Königs Wusterhausen |
| 13.04.2013, 12:00 Uhr | SSV Blindenschule Königs Wusterhausen | 13:30    | VfL Blau-Weiß Neukloster \|\|Königs Wusterhausen              |
| 13.04.2013, 13:00 Uhr | FC St. Pauli                          | 05:12    | ISC Viktoria Kirchderne \|\|Königs Wusterhausen               |
| 13.04.2013, 14:30 Uhr | VfL Blau-Weiß Neukloster              | 6:9      | ISC Viktoria Kirchderne \|\|Königs Wusterhausen               |
| 13.04.2013, 15:30 Uhr | SSV Blindenschule Königs Wusterhausen | 12:20    | FC St. Pauli \|\|Königs Wusterhausen                          |
| 15.06.2013, 10:30 Uhr | VfL Blau-Weiß Neukloster              | 15:20    | BFV Ascota Chemnitz \|\|Chemnitz                              |
| 15.06.2013, 11:30 Uhr | FC St. Pauli                          | 01:11    | SSG Blindenstudienanstalt Marburg \|\|Chemnitz                |
| 15.06.2013, 13:00 Uhr | VfL Blau-Weiß Neukloster              | 13:60    | FC St. Pauli \|\|Chemnitz                                     |
| 15.06.2013, 14:00 Uhr | SSG Blindenstudienanstalt Marburg     | 15:50    | VfL Blau-Weiß Neukloster \|\|Chemnitz                         |
| 15.06.2013, 15:00 Uhr | FC St. Pauli                          | 05:10    | BFV Ascota Chemnitz \|\|Chemnitz                              |

## Abschlusstabelle
| Pl. | Mannschaft                                | Sp. | S | U | N | Tore    | Diff. | Punkte |
| --- | ----------------------------------------- | --- | - | - | - | ------- | ----- | ------ |
| 1.  | SSG Blindenstudienanstalt Marburg (M, N)  | 5   | 5 | 0 | 0 | 065:190 | +46   | 15     |
| 2.  | SSV Blindenschule Königs Wusterhausen (N) | 5   | 4 | 0 | 1 | 052:270 | +25   | 12     |
| 3.  | BFV Ascota Chemnitz (N)                   | 5   | 3 | 0 | 2 | 052:510 | +1    | 09     |
| 4.  | ISC Viktoria Kirchderne (N)               | 5   | 2 | 0 | 3 | 028:400 | −12   | 06     |
| 5.  | VfL Blau-Weiß Neukloster (N)              | 5   | 1 | 0 | 4 | 042:630 | −21   | 03     |
| 6.  | FC St. Pauli (N)                          | 5   | 0 | 0 | 5 | 019:580 | −39   | 0      |

Farblegende:

Bei Punktgleichheit entschieden über die Tabellenplatzierung:
1. der direkte Vergleich,
2. die Tordifferenz,
3. die Anzahl der erzielten Tore,
4. ein Entscheidungsspiel.

## Torschützenliste
| Platz | Name            | Mannschaft                        | Tore |
| 1.    | Michael Feistle | SSG Blindenstudienanstalt Marburg | 30   |
| 2.    | Reno Tiede      | VfL Blau-Weiß Neukloster          | 28   |
| 3.    | Lars Geithner   | BFV Ascota Chemnitz               | 21   |

Beste Torschützin war Swetlana Otto vom ISC Viktoria Kirchderne mit 20 Toren.